# مؤسسه آموزش زبان آلمانی
مؤسسهٔ آموزش زبان آلمانی (DSIT) شناخته شده با نام انستیتو گوته تهران یکی از آموزشگاه‌های زبان آلمانی در ایران است که در شهر تهران قرار دارد. این آموزشگاه توسط سفارت آلمان در تهران راه‌اندازی شد.
مؤسسهٔ آموزش زبان آلمانی در سال ۱۹۹۵ میلادی در تهران، ۱۴ سال پس از آنکه شعبهٔ انستیتو گوته در ایران بسته شد تأسیس شد.

## پلمب‌ها
- در سال ۱۳۸۳ جمهوری اسلامی در واکنش به پرده‌برداری از لوح یادبود قربانیان میکونوس در برلن، دفتر انستیتو گوته در تهران را تعطیل کرد.[۲]
- در ۳۰ مرداد ۱۴۰۳ این موسسه آموزش زبان آلمانی به دستور مقامات قضایی جمهوری اسلامی در واکنش به بسته‌شدن مرکز اسلامی هامبورگ بسته شد.[۳]